# Cristina Ghiță
Cristina Ghiță (16 de  diciembre de 1982) es una deportista rumana que compitió en esgrima, especialista en la modalidad de florete.
Ganó una medalla de plata en el Campeonato Mundial de Esgrima de 2005 y dos medallas en el Campeonato Europeo de Esgrima, plata en 2006 y bronce en 2005.

## Palmarés internacional
| Campeonato Mundial | Campeonato Mundial     | Campeonato Mundial | Campeonato Mundial  |
| Año                | Lugar                  | Medalla            | Prueba              |
| ------------------ | ---------------------- | ------------------ | ------------------- |
| 2005               | Leipzig (Alemania)     | Medalla de plata   | Florete por equipos |
| Campeonato Europeo |                        |                    |                     |
| Año                | Lugar                  | Medalla            | Prueba              |
| 2005               | Zalaegerszeg (Hungría) | Medalla de bronce  | Florete por equipos |
| 2006               | Esmirna (Turquía)      | Medalla de plata   | Florete por equipos |